# Бібліографія Джека Вільямсона

## Романи та повісті
- Чужий розум (англ. The Alien Intelligence), 1929
- Дівчина з Марса (англ. The Girl from Mars), 1930 (у співавторстві з Майлзом Дж. Бреєром)
- Зелена дівчина (англ. The Green Girl), 1930
- Камінь із Зеленої Зірки (англ. The Stone from the Green Star), 1931
- Золота кров (англ. Golden Blood), 1933
- Цикл «Космічний легіон»:
  - Космічний легіон (англ. The Legion of Space), 1934
  - Кометники (англ. The Cometeers), 1936
  - Один проти легіону (англ. One Against the Legion), 1939
  - Королева легіону (англ. The Queen of the Legion), 1982
- Ксандулу (англ. Xandulu), 1934
- Синя пляма (англ. The Blue Spot), 1935
- Острови Сонця (англ. Islands of the Sun), 1935
- Цикл «Легіон часу»:
  - Легіон часу (англ. The Legion of Time), 1938
  - Після кінця світу (англ. After World's End), 1939
- Фортеця утопії (англ. The Fortress of Utopia), 1939
- Світ чаклунства (англ. Realm of Wizardry), 1940
- Цикл «Гуманоїди»:
  - З опущеними руками (англ. With Folded Hands), 1947
  - Гуманоїди[fr] (англ. The Humanoids), 1949
  - Дотик гуманоїда (англ. The Humanoid Touch), 1980
- Похмуріше, ніж вам здається (англ. Darker Than You Think), 1948
- Цикл «Ситі»:
  - Шок Ситі (англ. Seetee Shock), 1949
  - Корабель Ситі (англ. Seetee Ship), 1950
- Острів дракона (англ. Dragon's Island), інша назва Не-люди (англ. The Not-Men), 1951
- Підводна трилогія (у співавторстві з Фредериком Полом):
  - Підводна експедиція (англ. Undersea Quest), 1954
  - Підводний флот (англ. Undersea Fleet), 1956
  - Підводне місто (англ. Undersea City), 1958
- Зоряний міст (англ. Star Bridge) (у співавторстві з Джеймсом Ґанном), 1955
- Купол навколо Америки (англ. The Dome Around America), інша назва Райська брама (англ. Gateway to Paradise), 1955
- Вовки пітьми (англ. Wolves of Darkness), 1958
- Процес над Землею (англ. The Trial of Terra), 1962
- Влада чаклунства (англ. The Reign of Wizardry), 1964
- Трилогія «Зоряне дитя» (у співавторстві з Фредеріком Полом):
  - Рифи космосу (англ. The Reefs of Space) 1964
  - Зоряне дитя (англ. Starchild) 1965
  - Мандрівна зірка (англ. Rogue Star) 1969)
- Незайманий всесвіт (англ. Bright New Universe), 1967
- Місячна ера (англ. The Moon Era), 1967
- Спіймані в просторі (англ. Trapped in Space), 1968
- Джамборі (англ. Jamboree), 1969
- Місячні діти (англ. The Moon Children), 1972
- Влада мороку (англ. The Power of Blackness), 1975
- Сага зозулі (у співавторстві з Фредериком Полом):
  - Стіна навколо зірки (англ. Wall Around A Star), 1975
  - Найдальша зірка (англ. Farthest Star), 1983 (приквел)
- Брат демонам, брат богам (англ. Brother to Demons, Brother to Gods), 1979
- Сім'я людське (англ. Manseed), 1982
- Вибух життя (англ. Lifeburst), 1984
- Дитя вогню (англ. Firechild), 1986
- Компанія «Нарабедла» (англ. Narabedla, Ltd.), 1988 (у співавторстві з Фредериком Полом)
- Край землі (англ. Land's End), 1988 (у співавторстві з Фредериком Полом)
- Шлях у лабіринті (англ. Mazeway), 1990
- Співаки часу (англ. The Singers of Time), 1991 (у співавторстві з Фредериком Полом)
- Плацдарм (англ. Beachhead), 1992
- Демонічний місяць (англ. Demon Moon), 1994
- Чорне сонце (англ. The Black Sun), 1997
- Кремнієвий ніж (англ. The Silicon Dagger), 1999
- Терраформуючи Землю (англ. Terraforming Earth), 2001
- Брама Стоунхенджа (англ. The Stonehenge Gate), 2005